# モンテヴェルディ・サファリ
サファリ（Safari ）はスイスの自動車メーカーモンテヴェルディが製造した自動車で、高級オフロードワゴン。
1976年ジュネーヴ・モーターショーで発表され、1977年から販売された。エンジンはフロントに積まれたクライスラー製水冷V型8気筒、5,210cc、152hp/4,000rpm。最高速度は180km/h。3速オートマチックトランスミッションが標準。シャシは梯子型フレームで、前後とも半楕円リーフスプリング+リジッドアクスル。ブレーキは前がベンチレーテッド・ディスク、リアはドラム。内装は当時のレンジローバーより豪華だったと言われ、モンテヴェルディ後期の主力モデルとなった。1982年製造中止。